# Holorusia nagana
Holorusia nagana är en tvåvingeart som först beskrevs av Alexander 1953.  Holorusia nagana ingår i släktet Holorusia och familjen storharkrankar. Inga underarter finns listade i Catalogue of Life.